# Brachymeria yunnanensis
Brachymeria yunnanensis är en stekelart som beskrevs av Yin-Xia Liao och Chen 1983. Brachymeria yunnanensis ingår i släktet Brachymeria och familjen bredlårsteklar. Inga underarter finns listade.